# Ямкохвостые
Ямкохво́стые, или каудофовеа́ты (лат. Caudofoveata), — класс моллюсков, содержит около 60 видов. Обитают в толще рыхлого морского осадка, где занимают экологическую нишу избирательных детритофагов или хищников.

## Описание
Ямкохвостые обладают телом цилиндрической формы длиной меньше 3 см (в порядке исключения, 14 см) и в отличие от большинства других моллюсков лишены ноги. Эпителий вместе с нижележащими мышечными слоями (обычно их 3) образует кожно-мускульный мешок, который, сокращаясь, проталкивает тело моллюска в толще грунта. Покрывающая почти всё тело мантия выделяет кутикулу, состоящую из гликопротеидов, в которых заякориваются длинные известковые спикулы. Находящееся на переднем конце тела ротовое отверстие окружено складкой мантии — оральным щитом. Он служит для рытья и одновременно выступает органом чувств. Мантийная полость колоколовидная, на заднем конце тела, в спокойном состоянии помещается прямо на поверхности донных отложений. В неё открываются задняя кишка, половые и выделительные протоки. Там же расположена пара перистых жабр, способных выдвигаться наружу и полностью втягиваться, они находятся в постоянном ритмичном движении. Каждая жабра включает не более 30 ресничных ламелл. По краю мантийной полости тянутся длинные спикулы, закрывающие жабры.
Нервная система представлена двумя парами нервных тяжей, которые в передней трети соединены комиссурами, а их задние концы связаны единственной супраректальной комиссурой. Над передней кишкой располагается головной ганглий, образованный двумя слившимися частями. Другие органы иннервируются мелкими ганглиями, в частности, в районе передней кишки и мантийной полости. Глотку окружают две буккальные комиссуры. Чувствительные клетки есть на оральном щите, а также в особом чувствительном органе на спинной стороне мантийной полости.
Пищеварительная система характеризуется простым строением. В переднюю кишку открываются несколько пар желёз. Радула представлена только одним поперечным рядом зубцов. От короткой средней кишки отходит крупная непарная мешковидная печень. Клетки в её стенке секретируют пищеварительные ферменты, а также осуществляют всасывание. Вероятно, именно печень выступает ключевым органом пищеварения. Задняя кишка открывается анусом на брюшной стороне мантийной полости.
Кровеносная система незамкнутая. Сердце состоит из одного желудочка и одного предсердия. Гемолимфа по аорте попадает в головную область, где растекается по лакунам в основном брюшной стороны, доставляется к жабрам и оттуда возвращается в сердце. Органы выделения неизвестны, возможно, экскреция осуществляется в перикарде, откуда жидкость с конечными продуктами метаболизма выводится по целомодуктам (гонодуктам).
Данные о развитии разрозненны. Известно, что Caudofoveata раздельнополы. На спинной стороне лежит непарная гонада, откуда гаметы уходят по специальным ресничным каналам в перикард, а далее по гонодуктам выводятся в мантийную область. Оплодотворение наружное, гаметы выбрасываются в воду. На спинной стороне личинок арагонитовые спикулы закладываются метамерно.
Населяют верхний слой донных осадков от сублиторали до глубины около 2200 м. Располагаются в осадке косо, головой вниз, где собирают радулой свою пищу: детрит, диатомовые водоросли, фораминиферы.

## Таксономия
Положение клады Caudofoveata не ясно. Предлагается выделить её в отдельный класс или же включить в ранге подкласса в класс Aplacophora.
Если считать ямкохвостых классом, то он содержит единственный отряд Chaetodermatida, в который включают 3 семейства:
- Chaetodermatidae Théel, 1875
- Limifossoridae Salvini-Plawen, 1970
- Prochaetodermatidae Salvini-Plawen, 1975